# Emil Barth (Schriftsteller)

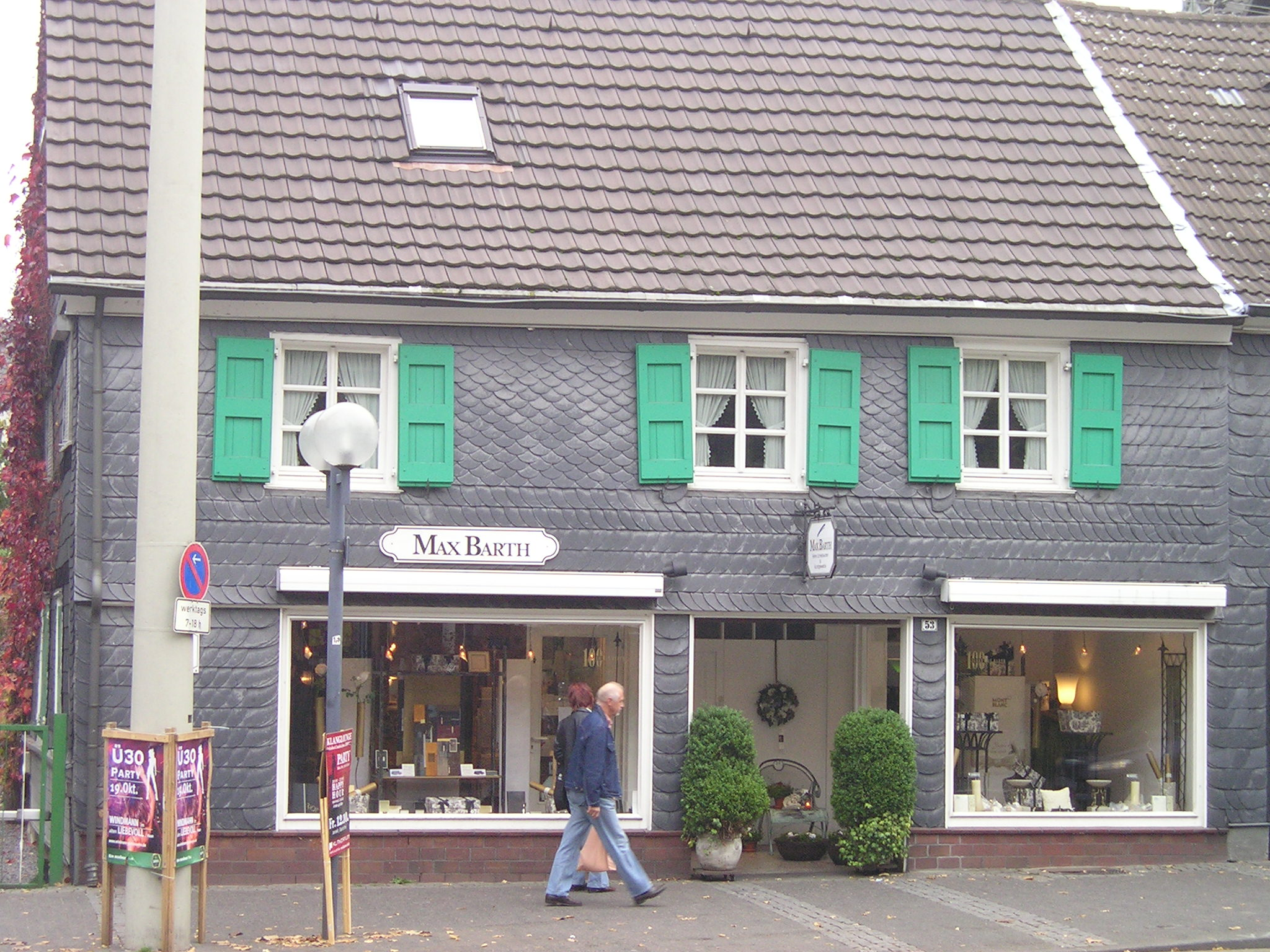
Das Barth-Haus in Haan

Emil Barth (* 6. Juli 1900 in Haan, Rheinland; † 14. Juli 1958 in Düsseldorf) war ein deutscher Schriftsteller.

## Leben
Emil Barth entstammt einer schlesischen Handwerkerfamilie. Er war ein jüngerer Bruder des Malers Carl Josef Barth. Nach dem Besuch der Mittelschule arbeitete Emil Barth als Angestellter im Buchdrucker- und Verlagsgewerbe; ab 1924 war er freier Schriftsteller. Er lebte von 1922 bis 1932 in München, 1932 kehrte er zurück nach Düsseldorf. Nach dem Verlust der Düsseldorfer Wohnung durch einen Luftangriff übersiedelte er 1942 nach Xanten, 1943 nach einem kurzen Aufenthalt bei seinem Bruder Carl in Mettingen in seine Vaterstadt Haan. 1955 kehrte er erneut nach Düsseldorf zurück. Barth, der in seinen letzten Lebensjahren an Lungenkrebs litt, starb kurz nach der Rückkehr von einem Krankenhausaufenthalt in den USA in Düsseldorf, wo sich seine Grabstätte auf dem Nordfriedhof befindet.
Emil Barth war Verfasser von Romanen, Erzählungen, Essays und Lyrik. Während seine erzählenden Werke stark autobiografisch gefärbt sind, weisen seine formal traditionellen Gedichte vor allem Einflüsse von Autoren wie Friedrich Hölderlin und Georg Trakl auf und behandeln immer wieder die Themen Vergänglichkeit und Erinnerung. Der konservative, aber unpolitische Bildungsbürger Barth gilt als ein typischer Vertreter der sogenannten „Inneren Emigration“ während des Dritten Reiches.
Emil Barth war Mitglied des PEN-Zentrums der Bundesrepublik Deutschland und der Deutschen Akademie für Sprache und Dichtung in Darmstadt. 1948 erhielt er den Immermann-Preis der Stadt Düsseldorf, 1953 den Großen Kunstpreis des Landes Nordrhein-Westfalen. 1956 erhielt er die Ehrengabe der Thomas-Mann-Stiftung und Ehrengabe zum Bayerischen Literaturpreis, 1957 die Ehrengabe der Hermann-Hesse-Stiftung. In Düsseldorf ist die Emil-Barth-Straße nach ihm benannt, in Haan die Emil-Barth-Realschule.

## Werke
- Lebensabriß des Uhrmachers Hieronymus Rauch, Hamburg 1927, 1938
- Totenfeier, Haan-Rhld. 1928
- Ex voto, München 1933
- Das verlorene Haus, Hamburg/Leipzig 1936
- Georg Trakl, Mainz 1937
- Gedichte, Mainz 1938
- Der Wandelstern, Hamburg 1939
- Das Lorbeerufer, Hamburg 1942
- Gruß an Theo Champion, Düsseldorf 1947
- Lemuria, Hamburg 1947
- Verzauberungen, Duisburg 1947/1948
- Xantener Hymnen, Hamburg 1948
- Gedichte und Gedichte in Prosa, Hattingen 1950
- Enkel des Odysseus, Hamburg 1951
- Nachtschatten, Bonn 1952
- Linien des Lebens, Bonn 1953
- Bei den Tempeln von Paestum, Offenbach/M. 1955
- Im Zauber von Paris, München 1955
- Tigermuschel, Hamburg 1956
- Meerzauber, Gießen 1959
- Gesammelte Werke in zwei Bänden, Wiesbaden 1960
- Briefe aus den Jahren 1939 bis 1958, Wiesbaden 1968
- Lyrik, Mettmann 1990
- Mohn, Aachen 1993
- Im Morgenlicht meiner Augen, Aachen 2000

## Vertonungen
- Wechselrahmen. Sechs Lieder nach Gedichten Emil Barths (Schwarze Muse / Der Schatten / Ihr Schwüre / Spruchband / Wechselrahmen / Heller als Glassteine) für hohe Singstimme und Klavier, vertont 1964/65 durch Ernst Krenek als dessen Opus Nr. 189 (Uraufführung 1965 in Düsseldorf).